# Louis Klopsch
Louis Klopsch, född 1852 i Tyskland, död 1910 i New York, var en amerikansk filantrop och tidningsman. Han var tidningsägare och tidningsutgivare i Amerika sedan 1877, då han inköpte Daily reporter.
1880 förvärvade han även Pictorial associated press, men lämnade dem 1890, då han övergick till New York Christian herald, som han köpte in 1892. Genom sin tidning samlade han in kolossala summor för välgörande ändamål. Mer än 3 300 000 dollars kunde han sålunda fördela bland de av hungersnöd lidande befolkningarna i Indien (1896, 1900 och 1908), Japan (1906), Ryssland (1892), Kina (1901, 1907) samt Finland och Lappland 1903, då han personligen tog kännedom om förhållandena.
Hans arbete i välgörenhetens tjänst gjorde Klopsch allmänt bekant och skaffade honom flera utmärkelser.